# Sutton Bonington
Sutton Bonington är en ort och civil parish i Storbritannien.   Den ligger i grevskapet Nottinghamshire och riksdelen England, i den södra delen av landet, 160 km nordväst om huvudstaden London. Sutton Bonington ligger 48 meter över havet och antalet invånare är 1 558.
Terrängen runt Sutton Bonington är platt. Runt Sutton Bonington är det tätbefolkat, med 570 invånare per kvadratkilometer. Närmaste större samhälle är Nottingham, 16,1 km norr om Sutton Bonington. Trakten runt Sutton Bonington består till största delen av jordbruksmark.